# Saint-Cirq (Dordogna)
Saint-Cirq è un comune francese di 115 abitanti situato nel dipartimento della Dordogna nella regione della Nuova Aquitania.

## Società

### Evoluzione demografica
Abitanti censiti